# (16436) 1988 XL
1988 أكس أل (ويعرف أيضًا باسم (16436) 1988 أكس أل وفق تسمية الكوكب الصغير) (بالإنجليزية: 1988 XL)‏ هو كويكب ضمن حزام الكويكبات؛ وترتيبه 16436 من حيث الاكتشاف.
اكتُشف هذا الجُرم الفلكي بواسطة Yoshiaki Oshima ‏ في 3 ديسمبر 1988.

## وصلات خارجية
- (16436) 1988 XL في قاعدة بيانات مختبر الدفع النفاث لأجرام النظام الشمسي الصغيرة

- الاكتشاف · مخطط المدار ·  العناصر المدارية · المعلمات المادية

- (16436) 1988 XL على موقع ويكي سكاي: DSS2, SDSS, GALEX, IRAS, Hydrogen α, X-Ray, Astrophoto, Sky Map, Articles and images